# DDR-Fußball-Oberliga 1971/72
Die DDR-Oberliga 1971/72 war die 23. Auflage der höchsten Spielklasse der DDR. Meister wurde zum ersten Mal der 1. FC Magdeburg. Die Saison begann am 28. August 1971 und endete am 21. Mai 1972. Im Anschluss traten alle Oberligisten noch einmal innerhalb des Fuwo-Pokals an.

## Vor der Saison
Im April 1969 wurde vom Deutschen Turn- und Sportbund (DTSB) beschlossen, dass der ASK Vorwärts Berlin, der in Strausberg und damit im Bezirk Frankfurt (Oder) stationiert war, schrittweise in die Bezirkshauptstadt Frankfurt (Oder) umgesiedelt werden sollte. Im Laufe der Saison 1970/71 wurde dann bekannt, dass auch der 1966 aus dem ASK herausgelöste (und in Ost-Berlin angesiedelte) FC Vorwärts Berlin nach Frankfurt umziehen werde. Der Umzug wurde maßgeblich vom Vorsitzenden der Sportvereinigung Dynamo und Minister für Staatssicherheit Erich Mielke sowie dem ersten Sekretär der SED-Bezirksleitung in Frankfurt Erich Mückenberger forciert. Mielke wollte so bessere Wettkampfbedingungen für den Ortsrivalen BFC Dynamo schaffen (z. B. Zugriff auf mehr Trainingszentren für die Jugendausbildung), während Mückenberger den sportlich eher unterrepräsentierten Bezirk Frankfurt aufwerten wollte.
Offiziell wurde die Verlegung vom Ministerium für Nationale Verteidigung damit begründet, dass man so die sportliche Weiterentwicklung Vorwärts’ gewährleisten könne, die in Berlin nicht möglich sei. Dies traf zum Teil zu, z. B. der vom FC Vorwärts seit 1966 gewünschte Ausbau des Friedrich-Ludwig-Jahn-Sportparks wurde jahrelang nicht realisiert. Auch die Zuschauerzahlen der Armeefußballer waren im Vergleich zum sportlichen Erfolg und den anderen Oberligisten sehr niedrig. Als weiterer Grund wurde teilweise angeführt, dass im Hinblick auf das Viermächteabkommen über Berlin (welches im September 1971 unterzeichnet wurde) die als Mitglieder der Nationalen Volksarmee geltenden Vorwärts-Fußballer aus Berlin abgezogen wurden, da die Stadt eigentlich entmilitarisiert sein sollte.
Der FC Vorwärts konnte danach nie wieder an seine erfolgreiche Vergangenheit anknüpfen. Der BFC Dynamo dagegen begann seinen sportlichen Aufstieg, der später zum Gewinn von zehn Meisterschaften in Serie führte.
Durch den Aufstieg der ASG Vorwärts Stralsund gab es gleich zwei Premieren: Erstmals war der Bezirk Rostock mit zwei Mannschaften in der Oberliga vertreten und auch die Armeesportvereinigung Vorwärts hatte dadurch zum ersten Mal mehr als einen Vertreter in der obersten Spielklasse.

## Saisonverlauf
Die erste Meisterschaft seiner Geschichte sicherte sich der 1. FC Magdeburg am vorletzten Spieltag mit einem 1:0 gegen den Rekordmeister Vorwärts Frankfurt. Die Magdeburger waren zuerst schwach in die Saison gestartet und daher lag lange Zeit Carl Zeiss Jena am aussichtsreichsten im Meisterschaftsrennen. Am Ende rutschte Jena aber noch auf den vierten Platz ab. Vizemeister wurde der BFC Dynamo, der damit seine beste Platzierung seit zwölf Jahren erreichte. Dritter wurde der Vorjahresmeister und -pokalsieger Dynamo Dresden.
Der Kampf gegen den Abstieg wurde am Ende zwischen den drei Mannschaften von Vorwärts Stralsund, Stahl Riesa und dem FC Karl-Marx-Stadt entschieden. Dabei kam es am letzten Spieltag zum direkten Aufeinandertreffen zwischen dem Tabellenletzten Karl-Marx-Stadt und dem Vorletzten Stralsund, welches der FCK mit 2:0 gewann und durch die gleichzeitige Niederlage Riesas bei Carl Zeiss Jena noch auf den rettenden zwölften Tabellenplatz vorrückte. Sowohl Riesa als auch Stralsund konnten aber später wieder in die Oberliga zurückkehren.

## Abschlusstabelle
| Pl. | Verein                     | Sp. | S  | U  | N  | Tore    | Diff. | Punkte |
| --- | -------------------------- | --- | -- | -- | -- | ------- | ----- | ------ |
| 1.  | 1. FC Magdeburg            | 26  | 17 | 4  | 5  | 048:230 | +25   | 38:14  |
| 2.  | Berliner FC Dynamo         | 26  | 13 | 9  | 4  | 045:200 | +25   | 35:17  |
| 3.  | SG Dynamo Dresden (M/P)    | 26  | 12 | 9  | 5  | 059:300 | +29   | 33:19  |
| 4.  | FC Carl Zeiss Jena         | 26  | 12 | 7  | 7  | 042:340 | +8    | 31:21  |
| 5.  | FC Vorwärts Frankfurt      | 26  | 9  | 9  | 8  | 033:360 | −3    | 27:25  |
| 6.  | Hallescher FC Chemie       | 26  | 10 | 7  | 9  | 040:440 | −4    | 27:25  |
| 7.  | BSG Sachsenring Zwickau    | 26  | 7  | 11 | 8  | 026:250 | +1    | 25:27  |
| 8.  | 1. FC Lokomotive Leipzig   | 26  | 9  | 7  | 10 | 030:310 | −1    | 25:27  |
| 9.  | FC Hansa Rostock           | 26  | 8  | 8  | 10 | 027:240 | +3    | 24:28  |
| 10. | BSG Wismut Aue             | 26  | 7  | 9  | 10 | 034:460 | −12   | 23:29  |
| 11. | 1. FC Union Berlin         | 26  | 5  | 11 | 10 | 021:320 | −11   | 21:31  |
| 12. | FC Karl-Marx-Stadt (N)     | 26  | 7  | 5  | 14 | 034:480 | −14   | 19:33  |
| 13. | BSG Stahl Riesa            | 26  | 5  | 8  | 13 | 023:410 | −18   | 18:34  |
| 14. | ASG Vorwärts Stralsund (N) | 26  | 6  | 6  | 14 | 020:480 | −28   | 18:34  |

| (M) | Meister der letzten Saison     |
| (P) | Pokalsieger der letzten Saison |
| (N) | Aufsteiger der letzten Saison  |

| Aufsteiger aus der DDR-Liga 1971/72: FC Rot-Weiß Erfurt, BSG Chemie Leipzig |

## Kreuztabelle
Die Kreuztabelle stellt die Ergebnisse aller Spiele dieser Saison dar. Die Heimmannschaft ist in der linken Spalte aufgelistet und die Gastmannschaft in der obersten Reihe.
| 1971/72 | 1971/72                  | 1. FC Magdeburg | Berliner FC Dynamo | SG Dynamo Dresden | FC Carl Zeiss Jena | FC Vorwärts Frankfurt | Hallescher FC Chemie | BSG Sachsenring Zwickau |     | F.C. Hansa Rostock | BSG Wismut Aue | 1. FC Union Berlin | FC Karl-Marx-Stadt | BSG Stahl Riesa | ASG Vorwärts Stralsund |
| 01.     | 1. FC Magdeburg          |                 | 1:0                | 2:1               | 5:0                | 1:0                   | 3:0                  | 2:1                     | 2:1 | 1:0                | 5:0            | 1:0                | 4:2                | 1:0             | 2:1                    |
| 02.     | Berliner FC Dynamo       | 1:0             |                    | 2:1               | 1:0                | 2:2                   | 1:1                  | 0:1                     | 3:0 | 1:0                | 5:1            | 1:1                | 2:0                | 4:0             | 4:0                    |
| 03.     | SG Dynamo Dresden        | 3:1             | 2:2                |                   | 5:1                | 0:0                   | 6:1                  | 5:2                     | 2:0 | 2:0                | 5:3            | 4:1                | 2:1                | 4:2             | 6:0                    |
| 04.     | FC Carl Zeiss Jena       | 1:1             | 3:2                | 1:1               |                    | 4:0                   | 3:2                  | 3:1                     | 0:0 | 2:0                | 1:0            | 6:2                | 4:1                | 3:1             | 1:0                    |
| 05.     | FC Vorwärts Frankfurt    | 2:2             | 0:1                | 1:1               | 1:1                |                       | 0:0                  | 2:1                     | 2:1 | 1:0                | 3:1            | 1:0                | 4:3                | 3:1             | 3:0                    |
| 06.     | Hallescher FC Chemie     | 3:1             | 3:8                | 2:2               | 2:0                | 2:1                   |                      | 2:0                     | 3:1 | 2:0                | 3:2            | 5:1                | 1:0                | 3:0             | 0:0                    |
| 07.     | BSG Sachsenring Zwickau  | 1:1             | 0:1                | 3:0               | 1:2                | 1:1                   | 2:0                  |                         | 2:1 | 2:0                | 1:1            | 0:0                | 3:1                | 2:0             | 0:0                    |
| 08.     | 1. FC Lokomotive Leipzig | 1:0             | 0:0                | 1:0               | 0:1                | 2:0                   | 1:1                  | 0:0                     |     | 0:0                | 3:2            | 3:2                | 2:1                | 3:0             | 7:1                    |
| 09.     | FC Hansa Rostock         | 0:3             | 0:0                | 0:0               | 1:0                | 3:1                   | 3:1                  | 0:0                     | 0:0 |                    | 4:0            | 0:1                | 2:0                | 0:0             | 5:1                    |
| 10.     | BSG Wismut Aue           | 2:4             | 1:0                | 1:1               | 2:2                | 0:0                   | 1:1                  | 0:0                     | 2:0 | 4:3                |                | 2:0                | 2:0                | 2:2             | 1:0                    |
| 11.     | 1. FC Union Berlin       | 0:2             | 0:0                | 0:0               | 1:1                | 0:1                   | 0:0                  | 0:0                     | 4:1 | 1:1                | 0:0            |                    | 1:2                | 1:0             | 3:0                    |
| 12.     | FC Karl-Marx-Stadt       | 2:1             | 0:1                | 1:5               | 2:1                | 1:1                   | 4:1                  | 1:1                     | 1:2 | 0:2                | 1:1            | 1:1                |                    | 2:1             | 2:0                    |
| 13.     | BSG Stahl Riesa          | 1:1             | 0:0                | 2:1               | 1:1                | 5:1                   | 2:1                  | 0:0                     | 0:0 | 1:3                | 1:0            | 0:1                | 2:2                |                 | 1:0                    |
| 14.     | ASG Vorwärts Stralsund   | 0:1             | 3:3                | 0:0               | 1:0                | 3:2                   | 2:0                  | 2:1                     | 2:0 | 0:0                | 1:3            | 0:0                | 1:3                | 2:0             |                        |

## Statistik

### Die Meistermannschaft
| 1. FC Magdeburg |
| --- |
| Ulrich Schulze (21 Spiele / Tore -) Manfred Zapf (25/3) Detlef Enge (24/-), Klaus Decker (19/-), Jürgen Achtel (18/-) Wolfgang Seguin (26/4), Jürgen Pommerenke (25/3), Wolfgang Abraham (25/13) Hans-Jürgen Hermann (25/6), Jürgen Sparwasser (25/7), Axel Tyll (23/6) Trainer: Heinz Krügel |
| außerdem: Hans-Werner Heine (Tor 5/-); Siegmund Mewes (21/5), Helmut Gaube (8/-), Jörg Ohm (7/-), Heinz Oelze (4/1), Rolf Retschlag (3/-), Bodo Sommer (2/-), Wolfgang Steinbach (1/-) |
| ohne Einsatz: Hans-Georg Moldenhauer (Tor); Günter Fronzeck, Dietmar Hempel, Horst-Werner Höfecker, Martin Hoffmann, Peter Kohde, Bernd Strickrodt |

### Tore
In den 182 Punktspielen fielen 482 Tore, im Schnitt 2,64 pro Spiel. Das torreichste Spiel mit elf Treffern war Chemie Halle – BFC Dynamo mit 3:8 am 19. Spieltag. Der höchste Sieg waren das 6:0 von Dynamo Dresden gegen Vorwärts Stralsund am zehnten Spieltag sowie das 7:1 von Lokomotive Leipzig gegen Vorwärts Stralsund am 22. Spieltag.
Hans-Jürgen Kreische von der SG Dynamo Dresden wurde zum zweiten Mal Torschützenkönig der Oberliga. Er verteidigte damit seinen Titel aus dem Vorjahr. Insgesamt zeichneten sich 144 Spieler als Torschützen aus, hinzu kamen fünf Eigentore.
Als einzigem Spieler gelang Dörner (Dresden) am 22. Spieltag gegen Riesa ein Hattrick. Außerdem erzielten Abraham (Magdeburg) gegen Karl-Marx-Stadt (4. Sp.), Kreische (Dresden) gegen Stralsund (10. Sp.) und Halle (18. Sp.), Paul (Riesa) gegen Frankfurt (15. Sp.), Johannsen (BFC) gegen Halle (19. Sp.), Streich (Rostock) gegen Frankfurt (21. Sp.), Lisiewicz (Lok Leipzig) gegen Stralsund (22. Sp.), und Vogel (Jena) gegen Riesa (26. Sp.) ebenfalls drei Tore in einer Begegnung. Es wurden 61 Strafstöße verhängt, wovon 47 verwandelt wurden. Abraham aus Magdeburg traf siebenmal, Geisler von Lok Leipzig traf fünfmal, Rentzsch aus Zwickau, Dörner aus Dresden, Wolf aus Karl-Marx-Stadt und Uentz von Union trafen je viermal ins Schwarze. Torhüter Jürgen Croy aus Zwickau parierte 2 Stück. Ein ganz besonderes Kunststück gelang den Spielern Schlutter (Jena) gegen Dresden (7. Sp.) und Hoffmann (Zwickau) gegen den FCV (23. Sp.), die beide jeweils eine Ecke direkt verwandelten.
|    | Spieler              | Mannschaft              | Tore |
| -- | -------------------- | ----------------------- | ---- |
| 1. | Hans-Jürgen Kreische | SG Dynamo Dresden       | 14   |
| 2. | Wolfgang Abraham     | 1. FC Magdeburg         | 13   |
| 3. | Joachim Streich      | FC Hansa Rostock        | 12   |
| 4. | Rainer Sachse        | SG Dynamo Dresden       | 11   |
| 5. | Norbert Johannsen    | Berliner FC Dynamo      | 10   |
| 5. | Hartmut Rentzsch     | BSG Sachsenring Zwickau | 10   |

### Zuschauer
Insgesamt sahen 2.071.700 Zuschauer die 182 Oberligaspiele, das ergibt einen Schnitt von 11.383 Zuschauern pro Spiel. Den höchsten Zuschauerschnitt verzeichneten erneut Dresden (23.038). Dahinter lagen dieses Mal Magdeburg (22.231) und Karl-Marx-Stadt (14.000). Der Umzug nach Frankfurt hatte Vorwärts in der Zuschauergunst nicht nach vorn gebracht, denn erneut lagen die Armeefußballer am Ende der Zuschauertabelle (6.885) hinter Carl Zeiss Jena (6.962). Die größte Zuschauerkulisse bedeuteten 45.000 zu den beiden Heimspielen des 1. FC Magdeburg gegen Carl Zeiss Jena am 18. Spieltag und Sachsenring Zwickau am 24. Spieltag. Am wenigsten Zuschauer (1.000) waren beim Spiel zwischen dem BFC Dynamo und Hansa Rostock (26. Spieltag).
| Mannschaft               | Gesamt  | {\displaystyle \varnothing } | Heim    | {\displaystyle \varnothing } | Auswärts | {\displaystyle \varnothing } |
| ------------------------ | ------- | ---------------------------- | ------- | ---------------------------- | -------- | ---------------------------- |
| 1. FC Magdeburg          | 433.000 | 16.654                       | 289.000 | 22.231                       | 144.000  | 11.077                       |
| Berliner FC Dynamo       | 239.000 | 9.192                        | 101.000 | 7.769                        | 138.000  | 10.615                       |
| SG Dynamo Dresden        | 465.500 | 17.904                       | 299.500 | 23.038                       | 166.000  | 12.769                       |
| FC Carl Zeiss Jena       | 304.000 | 11.692                       | 90.500  | 6.962                        | 213.500  | 16.423                       |
| FC Vorwärts Frankfurt    | 237.700 | 9.142                        | 89.500  | 6.885                        | 148.200  | 11.400                       |
| Hallescher FC Chemie     | 304.500 | 11.712                       | 177.000 | 13.615                       | 127.500  | 9.808                        |
| BSG Sachsenring Zwickau  | 256.200 | 9.854                        | 103.700 | 7.977                        | 152.500  | 11.731                       |
| 1. FC Lokomotive Leipzig | 267.500 | 10.288                       | 152.000 | 11.692                       | 115.500  | 8.885                        |
| FC Hansa Rostock         | 261.500 | 10.058                       | 132.500 | 10.192                       | 129.000  | 9.923                        |
| BSG Wismut Aue           | 256.500 | 9.865                        | 118.500 | 9.115                        | 138.000  | 10.615                       |
| 1. FC Union Berlin       | 260.000 | 10.000                       | 116.000 | 8.923                        | 144.000  | 11.077                       |
| FC Karl-Marx-Stadt       | 329.500 | 12.673                       | 182.000 | 14.000                       | 147.500  | 11.346                       |
| BSG Stahl Riesa          | 262.500 | 10.096                       | 117.000 | 9.000                        | 145.500  | 11.192                       |
| ASG Vorwärts Stralsund   | 261.500 | 10.058                       | 103.500 | 7.962                        | 158.000  | 12.154                       |

### Verschiedenes
- 286 Spieler kamen zum Einsatz, davon waren 28 in allen Punktspielen dabei.
- Es gab 106 Heimsiege, 55 Unentschieden und 21 Auswärtssiege.
- 5 Feldverweise und 226 Verwarnungen verhängten die Unparteiischen, wobei 28 Spieler nach der dritten gelben Karte pausieren mussten.
- Mit Beginn der Rückrunde ab 8. Januar 1972 wurde für das Aussprechen eines Feldverweises von der Ober- bis zur Bezirksliga, sowie der Juniorenoberliga die rote Karte eingeführt (s. fuwo 52/1971, Seite 14).

## Fußballer des Jahres
Nach der Saison wurde Jürgen Croy von der BSG Sachsenring Zwickau zum ersten Mal als Fußballer des Jahres 1972 ausgezeichnet.
|    | Spieler         | Mannschaft              | Punkte |
| -- | --------------- | ----------------------- | ------ |
| 1. | Jürgen Croy     | BSG Sachsenring Zwickau | 465    |
| 2. | Harald Irmscher | FC Carl Zeiss Jena      | 187    |
| 3. | Manfred Zapf    | 1. FC Magdeburg         | 125    |

## FDGB-Pokal
Der FDGB-Pokal wurde in dieser Spielzeit vom FC Carl Zeiss Jena gewonnen. Carl Zeiss schlug im Finale, das kurz vor dem letzten Oberliga-Spieltag stattfand den Pokalverteidiger und Vorjahresmeister Dynamo Dresden. Jena war in der Liga nur Vierter und sicherte sich so die Qualifikation für die internationalen Wettbewerbe.

## Internationale Wettbewerbe
Die Europapokalsaison verlief für die DDR-Teilnehmer sehr unterschiedlich. Dynamo Dresden unterlag im Europapokal der Landesmeister in der ersten Runde dem späteren Gewinner Ajax Amsterdam. Auch der HFC Chemie schied im erstmals ausgespielten UEFA-Pokal in der ersten Runde aus, jedoch unter tragischen Umständen: Vor dem Rückspiel bei der PSV Eindhoven kam es zu einem Brand im Hotel mit tödlichem Ausgang für den Hallenser Wolfgang Hoffmann. Halle zog sich daraufhin vom Pokal zurück. Der andere Teilnehmer Carl Zeiss Jena kam bis in die dritte Runde und schied dort gegen den späteren Finalisten Wolverhampton Wanderers aus. Für eine Überraschung sorgte der Debütant auf europäischer Ebene BFC Dynamo. Im Europapokal der Pokalsieger schafften die Berliner es bis ins Halbfinale und verloren dort erst im Elfmeterschießen gegen Dynamo Moskau. In dem vor der Saison ausgetragenen Intertoto-Cup nahm die DDR erneut nicht teil.